# 瓦茨拉夫·托马谢克
瓦茨拉夫·扬·克什提特尔·托马谢克（捷克語：Václav Jan Křtitel Tomášek；1774年4月17日—1850年4月3日），波西米亚作曲家，钢琴家。他主要靠自学成才，1824年前在贵族家庭教钢琴为生。后来他开办了一家成功的钢琴学校。托马谢克和贝多芬与歌德都私交甚好。托马谢克的作品体现了从古典主义到浪漫主义时期过渡的特征，他的钢琴曲在当时较为流行，对舒伯特，舒曼的作品有一定影响。

## 外部連結
- 瓦茨拉夫·托马谢克的免费乐谱，由国际乐谱典藏计划提供